# برکبرنت (تگزاس)
برکبرنت، تگزاس(به انگلیسی: Burkburnett, Texas) شهری در ایالت تگزاس از ایالات جنوبی ایالات متحده آمریکا است. در سرشماری سال ۲۰۰۰، جمعیت این شهر ۱۰۹۲۷ نفر اعلام شد.